# Longèves (Vendée)
Longèves település Franciaországban, Vendée megyében. Lakosainak száma 1360 fő (2022. január 1.). Longèves Fontenay-le-Comte, Petosse, Pissotte, Sérigné és Auchay-sur-Vendée községekkel határos.

## Népesség
A település népességének változása:
| Lakosok száma | 1301 | 1314 | 1366 | 1323 | 1337 | 1341 | 1334 | 1350 | 1360 |
|               | 2013 | 2015 | 2016 | 2017 | 2018 | 2019 | 2020 | 2021 | 2022 |